# Marthe Bigot
Marthe Bigot (1878–1962) foi uma professora primária francesa, feminista, pacifista e comunista. Ela participou da fundação do Partido Comunista. Ela também teve uma atividade real em defesa dos direitos das mulheres na época: comitê de mulheres pela paz permanente, Federação Feminista Universitária, manifesto pelo direito ao voto em 1919, etc.

## Biografia
Marthe Bigot nasceu em 1878, filha de um padeiro. Ela se tornou professora primária em Paris. Em 1907, a Conferência Socialista Internacional de Stuttgart proibiu as mulheres socialistas de colaborar com feministas "burguesas". Bigot, Madeleine Pelletier e Hélène Brion resistiram a essa decisão. Embora pertencendo à extrema esquerda, elas tentaram manter o feminismo radical.